# John Spencer-Churchill, 10.º Duque de Marlborough
John Albert William Spencer-Churchill, 10.º Duque de Marlborough (Londres, 18 de setembro de 1897 – Palácio de Blenheim, 11 de março de 1972) foi o filho mais velho de Charles Spencer-Churchill, 9.º Duque de Marlborough, e de sua primeira esposa, Consuelo Vanderbilt, uma herdeira norte-americana de ferrovias.
Antes de herdar o ducado de Marlborough em 1934, ele foi um tenente-coronel da Life Guards. De 1937 até 1942, foi prefeito de Woodstock, em Oxfordshire. Seu corpo está enterrado em uma abóbada embaixo da capela do Palácio de Blenheim.

## Casamentos e filhos
Em 1920, John Spencer-Churchill casou-se com Hon. Alexandra Mary Cadogan (1900-61), sua primeira esposa. Alexandra era a quarta filha de Henry Cadogan, Visconde Chelsea, filho e herdeiro de George Cadogan, 5.º Conde Cadogan. Eles tiveram dois filhos e três filhas:
- Lady Sarah Consuelo Spencer-Churchill (1921-2000; casou-se e divorciou-se de Edwin Russell, Guys Burgos e Theo Roubanis, respectivamente)
- Lady Caroline Spencer-Churchill (1923-92; casou-se com o Major Charles Huguenot Waterhouse)
- John George Vanderbilt Spencer-Churchill, 11.º Duque de Marlborough (n. 1926)
- Lady Rosemary Mildred Spencer-Churchill (n. 1929; dama de companhia da Rainha Elizabeth II, casou-se com Charles Robert Muir)
- Lorde Charles George William Colin Spencer-Churchill (n. 1940; casou-se com Gillian Spreckles Fuller e Elizabeth Jane Wyndham)

Em 1972, apenas seis semanas antes de sua morte, o Duque de Marlborough casou-se com Frances Laura Canfield (1915-1990), a viúva do herdeiro de editoração Michael Temple Canfield (cuja primeira esposa tinha sido Caroline Lee Bouvier, irmã de Jacqueline Kennedy Onassis). Neta do 11.º Conde de Wemyss e uma cunhada do romancista Ian Fleming, Laura Canfield foi anteriormente casada com o 2.º Visconde Long e com o 2.º Conde de Dudley.